# شيشنق الثاني
شيشنق الثاني (بالإنجليزية: Shoshenq II)‏ ،ملك فرعوني من ملوك الأسرة المصرية الثانية والعشرون. في الفترة 887–885 ق.م.

## حكمه
تولى الحكم في 887 ق.م، بعد اوسركون الأول، ولحقه تاكيلوت الأول.